# Baarìa
Baarìa  é um filme de drama italiano de 2009 dirigido por Giuseppe Tornatore. Foi o filme de abertura do 66º Festival Internacional de Cinema de Veneza em setembro de 2009.
Foi selecionado como represente da Itália à edição do Oscar 2010.

## Produção
O filme foi anunciado pela primeira vez durante o Festival de Cinema de Taormina de 2007.
Foi rodado tanto em Bagheria, onde Tornatore nasceu, quanto em um antigo bairro de Túnis, na Tunísia; o último local usado porque poderia retratar melhor a aparência de Bagheria no início do século XX.

## Linguagem
O filme existe em duas versões, a original no dialeto local baariotu da Sicília e a segunda dublada em italiano.

## Elenco
- Francesco Scianna - Peppino
- Margareth Madè - Mannina
- Raoul Bova - Romano
- Ángela Molina - Sarina
- Salvatore Ficarra - Nino Torrenuova
- Valentino Picone - Luigi Scalìa
- Enrico Lo Verso - Minicu